# Whatcroft
Whatcroft är en by i civil parish Davenham, i distriktet Cheshire West and Chester, i grevskapet Cheshire, i England. Byn är belägen 15 km från Crewe. Whatcroft var en civil parish 1866–1988 när blev den en del av Davenham, Byley, Lach Dennis, Northwich och Rudheath. Civil parish hade 65 invånare år 1961.